# Tabanus tokunoshimaensis
Tabanus tokunoshimaensis är en tvåvingeart som beskrevs av Hayakawa och Suzuki 1984. Tabanus tokunoshimaensis ingår i släktet Tabanus och familjen bromsar. Inga underarter finns listade i Catalogue of Life.